# Sugar Chile Robinson

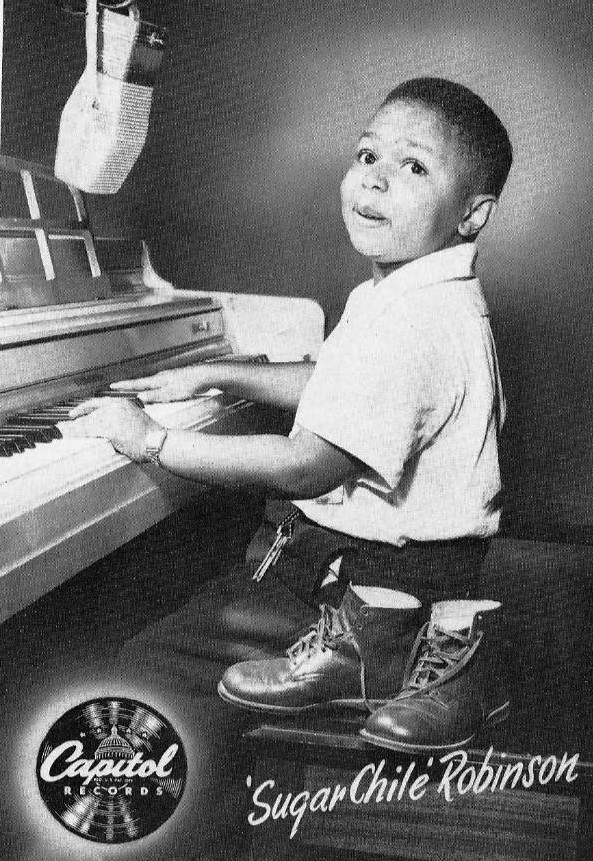
Image-Aufnahme von Capitol Records

Frankie „Sugar Chile“ Robinson (eigentlich Frank Isaac Robinson; * 28. Dezember 1938 in Detroit) ist ein US-amerikanischer Blues- und Boogie-Woogie-Pianist und Sänger, der in den Vereinigten Staaten ab Mitte der 1940er-Jahre große Popularität als Wunderkind hatte.

## Leben und Wirken
Robinsons Vater Clarence war Lastwagenfahrer, seine Mutter Elizabeth starb um 1943. Bereits als Kleinkind begann er autodidaktisch Piano zu spielen und wurde mit drei Jahren bei einem Talentwettbewerb im Paradise Theatre in Detroit entdeckt. 1945 trat er in diesem Theater mit Lionel Hampton auf, außerdem mit dem Frankie Carle Orchestra, ebenso in Radioshows mit Hampton und Harry „The Hipster“ Gibson sowie in dem Hollywood-Film No Leave, No Love (1946, Regie Charles Martin) an der Seite von Van Johnson, Pat Kirkwood und Keenan Wynn. 1945, gerade mal sechs Jahre alt, verdiente er 10.000 $ pro Woche. Die Zeitschrift Life widmete „Sugar Child“, dem „negro prodigy“ im November 1945 einen Bericht.
1946 trat er im Weißen Haus vor US-Präsident Harry S. Truman mit dem zu der Zeit durch Louis Jordan populären Song Caldonia auf. Während der Darbietung rief der 7-Jährige „How’m I Doin’, Mr President?“, was zu einer Art Schlagwort für ihn wurde. 1947 entstand ein Dokumentarfilm über Sugar Chile, in dem er die Titel Sugar Chile Boogie, Hen House Door, Robinson Boogie und Tuxedo Junction spielte. 1948 wechselte er von der Music Corporation of America zum Manager Joe Glaser; 1949 entstanden Plattenaufnahmen für Capitol Records u. a. mit Jimmy Richardson und Zutty Singleton, nachdem er eine Ausnahmegenehmigung für die Mitgliedschaft in der American Federation of Musicians bekommen hatte; mit Vernon Whites Numbers Boogie (#4) und Fleecie Moores Caldonia kam er in die Billboard-R&B-Charts. Weitere Titel Robinsons waren After School Blues, The Bases Were Loaded, Green Grass Grows All Around, Vooey Vooey Vay Rudolph the Red Nosed Reindeer und Christmas Boogie.
In Westdeutschland veröffentlichte Telefunken 1951/52 Robinsons 78er After School Blues/Numbers Boogie (Sugar Chile Robinson mit seinen Rhythmikern, C-80094) sowie Bouncin’ Ball Boogie und Go Boy Go. 1950 trat er mit Count Basie auf und wirkte bei dem Kurzfilm  'Sugar Chile' Robinson, Billie Holiday, Count Basie and His Sextet mit. Er trat zudem im Fernsehfilm The Star-Spangled Revue (Regie: Max Liebman) auf und gastierte in Fernsehshows wie The Colgate Comedy Hour und Texaco Star Theatre Starring Milton Berle. 1952 ging er in Großbritannien auf eine zehnwöchige Tournee, u. a. mit einem Auftritt im London Palladium. Im Bereich des Jazz war er zwischen 1946 und 1952 an acht Aufnahmesessions beteiligt. 1952 beendete er seine Aufnahmetätigkeit und entschied sich, seine Schulausbildung fortzusetzen.
Bis 1956 trat er noch mehrmals gelegentlich als Jazzmusiker in Erscheinung, unter seinem richtigen Namen Frank Robinson spielte er mit Gerry Mulligan, bevor er seine Musikerkarriere ganz aufgab. Er studierte Geschichte am Olivet College und Psychologie am Detroit Institute of Technology. In den 1960er-Jahren arbeitete er beim Fernsehsender WGPR-TV, betreute Plattenlabel in Detroit und eröffnete ein Aufnahmestudio.
In späteren Jahren unternahm er einen Comebackversuch mit Unterstützung der American Music Research Foundation. 2002 trat er bei einem Konzert in Detroit auf; 2007 bei einem britischen Rock-’n’-Roll-Festival. 2013 war er Gast in der Dr Boogie Show.
2016, 70 Jahre nach seinem ersten Auftritt im Weißen Haus unter Truman, hatte er erneut die Ehre der Einladung des US-Präsidenten, diesmal Barack Obama, folge leisten zu können.

## Diskographische Hinweise
- Blues & Rhythm Series: The Chronological Sugar Chile Robinson 1949-1952 (Classics)
- Junior Jump (Charly Records, ed. 1986)

## Lexikalischer Eintrag
- Bob L. Eagle, Eric S. LeBlanc: Blues: A Regional Experience. 2013